# Säbytorp
Säbytorp is een plaats in de gemeente Kil in het landschap Värmland en de provincie Värmlands län in Zweden. De plaats heeft 68 inwoners (2005) en een oppervlakte van 32 hectare. De plaats bestaat voor een groot deel uit vakantiehuisjes.